# From Paris to Berlin
From Paris to Berlin è il terzo album in studio del gruppo musicale danese Infernal, pubblicato nel 2004.

## Tracce
1. Big Ride Fuckers (Intro) – 2:13
2. From Paris to Berlin – 3:29
3. I Took a Ride (Fairytale) (featuring Adam Powers) – 3:19
4. Keen on Disco – 3:51
5. Cheap Trick - The Silent Movie (Intro) – 0:52
6. Cheap Trick Kinda' Girl – 3:20
7. Ultimate Control (featuring John Rock) – 3:20
8. Vienna (Ultravox cover) – 4:44
9. Dressed in Blue – 3:24
10. Careful with the Boys – 3:24
11. Deeper Still – 4:39
12. Bass Driven Music – 4:48
13. Balagan (Hava Nagila) (featuring Uri) – 5:16
14. Banjo Thing (featuring Red$tar) – 3:52
15. Sunday Morning March – 2:52